# صمد شجاعیان
صمد شجاعیان(۱۳۹۹-۱۳۲۷) نماینده حوزه انتخابیه ممسنی در ادوار اول و دوم مجلس شورای اسلامی بود.
| دوره نمایندگی | تعداد رای | درصد آراء |
| ------------- | --------- | --------- |
| اول           | ۱۸٬۷۶۶    | ۶۶٫۶      |
| دوم           | ۳۳٬۸۸۴    | ۶۰        |

وی در سومین دوره انتخابات مجلس شورای اسلامی از حضور در انتخابات صرف نظر کرد.
او پس از اتمام نمایندگی مجلس رئیس سازمان گوشت شد.
شجاعیان در ۲۰ دی ماه ۱۳۹۹، به دلیل ابتلا به بیماری کرونا درگذشت.